# Distretto di Sokołów
Il distretto di Sokołów (in polacco powiat sokołowski) è un distretto polacco appartenente al voivodato della Masovia.

## Geografia antropica

### Suddivisioni amministrative
Il distretto comprende 9 comuni.
- Comuni urbani: Sokołów Podlaski
- Comuni urbano-rurali: Kosów Lacki
- Comuni rurali: Bielany, Ceranów, Jabłonna Lacka, Repki, Sabnie, Sokołów Podlaski, Sterdyń